# Linia kolejowa Słupsk – Cecenowo
Linia kolejowa Słupsk - Cecenowo – obecnie rozebrana linia kolejowa ze Słupska do Cecenowa (później skrócona do Dargolezy).

## Historia
Linię wybudowano jako wąskotorową w rozstawie 750 mm. Do użytku oddano ją w 1897 roku. Miała wówczas 52 km długości. W 1902 roku wybudowano odgałęzienie od tej linii do Dominka. W 1913 roku linią przewieziono 71 237 ton towarów i 101 762 pasażerów.
W 1920 roku przekuto na szerokość normalną 1435 mm odcinek Słupsk - Kępno Słupskie, w 1922 roku odcinek Kępno Słupskie - Klęcino, a w 1933 roku pozostały fragment do Dargolezy. W tym czasie zawieszony został ruch towarowy oraz pasażerski na odcinku Dargoleza - Cecenowo i przeznaczono go do rozbiórki. Linia Słupsk - Dargoleza została rozebrana na całej długości w 1945 roku przez oddziały trofiejne Armii Czerwonej.